# Moon Pix
Albums de Cat Power
What Would The Community Think
(1996) The Covers Record
(2000)
Moon Pix est le quatrième album de Cat Power. Il a été enregistré à Sing Sing Studio à Melbourne en Australie, avec Mick Turner (guitare) et Jim White (percussion) du groupe Dirty Three.

## Liste des titres
1. American Flag – 3:30
2. He Turns Down – 5:39
3. No Sense – 4:50
4. Say – 3:24
5. Metal Heart – 4:02
6. Back of Your Head – 3:43
7. Moonshiner (Traditionnel) – 4:50
8. You May Know Him – 2:46
9. Colors and the Kids – 6:35
10. Cross Bones Style – 4:32
11. Peking Saint – 2:28

## Divers
- Une reprise de Metal Heart apparaît sur l'album Jukebox.
- Cross Bone Style a fait l'objet d'un clip réalisé par Brett Vapnek.